# Pierre-Frédéric de Meuron
Pierre-Frédéric de Meuron född 1746, död 1813, var en schweizisk officer, överste i nederländsk och generallöjtnant i brittisk tjänst. Han var son till en köpman och miliskapten och började sitt yrkesliv som handelslärling. Som vuхen var han anställd av en släkting vilken var manufakturhandlare. Meuron var dessutom rådman och major i den lokala milisen.
Från 1781 tjänstgjorde Pierre-Frédéric som officer i broderns regemente, Schweizerregementet de Meuron. 1786-1795 var han regementsbefälhavare under broderns frånvaro. När regementet övergick i brittisk tjänst 1795 befordrades han till brigadgeneral och blev två år senare Ceylons militärguvernör.